# پارک ملی الادقلار
پارک ملی الادقلار (به ترکی استانبولی: Aladağlar National Park) یک پارک ملی در ترکیه است که در Çamardı واقع شده‌است.